# Elektrotechnik und Informationstechnik
Elektrotechnik und Informationstechnik ist die Zeitschrift des Österreichischen Verbandes für Elektrotechnik. Sie hieß von 1883 bis 1905 Zeitschrift für Elektrotechnik und von 1906 bis 1987 Elektrotechnik und Maschinenbau.